# Тупаєві
Тупаєві (Tupaiidae) — родина ссавців ряду Тупаєподібні (Scandentia). Тупая — тварина, схожа на вивірку (малайське слово «тупай» означає дендрофільного гризуна, хоч тупаю, хоч вивірку), і в магазинах їх часто продають як азійську вивірку, у них навіть хвости однаково довгі й пухнасті. Тупаї дуже активні, агресивні і територіальні. Вони мешкають у лісах на деревах, але часто полюють на землі, за ящірками і комахами.

## Опис
Довжина тіла — 10-25 см, хвоста — 14-20 см, важать від 30-60 г (тупая карликова) до 350 г (урогале). Кінцівки короткі, великі пальці не протиставляються іншим, на пальцях — серпоподібні кігті. Пальці не хапальні. Зубів — 38.

## Розповсюдження
Тупаєві зустрічаються на території від Індії до Філіппін і від Південного Китаю до островів Ява, Борнео, Суматра і Балі. Мешкають у тропічних дощових і гірських лісах, а також на плантаціях Індостану, Індокитаю, на острові Хайнань і багатьох островах Малайського архіпелагу до Західних Філіппін. Тупаї ведуть денний спосіб життя, живуть парами і поодинці на деревах, у заростях чагарників, часто на землі.

## Спосіб життя
Тупаї дуже агресивні і нападають на порушників кордонів — сутичка буває короткою, жорстокою і безкровною. Переможений знаходиться в стані глибокої депресії, але йому вдається нормалізувати свій стан, якщо він віддалиться від переможця і сховається з поля його зору. В іншому випадку вміст хімічних речовин в крові у переможеного підвищується, він починає втрачати вагу і вмирає (через 2-16 днів).
Живляться комахами і плодами. Народжують 1-4 дитинчат. Всеїдні. У них прекрасний зір і відмінний слух, що допомагає їм добувати корм. Вдень вони активні, зустрічаються, як на деревах, так і на землі. Живуть поодинці або парами, іноді — групами.
Дорослі тупаї мітять потомство виділеннями своїх залоз, це допомагає дорослим впізнати своїх дитинчат, які в іншому випадку будуть атаковані і вигнані з території. У міру того, як дитинчата досягають віку статевої зрілості (60 днів) і залози їх починають виробляти секрет, молоді самці і самки також починають мітити територію своєю сечею і своїм запахом. Це дратує батьків (запах синів негативно діє на їх батьків, а запах дочок — на їх матерів), і в крові у старшої пари виробляються хімічні речовини, які збуджують у них агресивність і приводять у стан стресу. У стресованих тварин залози більш не виділяють секрету і вони не можуть помітити своє потомство (присутність молодих самців, кастрованих незадовго до досягнення ними віку статевої зрілості, старші самці переносять цілком спокійно).

## Класифікація
- Родина Тупаєві (Tupaiidae)
  - Рід Анатана (Anathana)
    - Анатана (Anathana ellioti)

  - Рід Дендрогале (Dendrogale)
    - Тупая борнейська гладко-хутрова (Dendrogale melanura)
    - Тупая північна гладко-хутрова (Dendrogale murina)

  - Рід Тупая (Tupaia)
    - Тупая північна (Tupaia belangeri)
    - Тупая золотобрюха (Tupaia chrysogaster)
    - Тупая смугаста (Tupaia dorsalis)
    - Тупая звичайна (Tupaia glis)
    - Тупая тонконога (Tupaia gracilis)
    - Тупая польова (Tupaia javanica)
    - Тупая довгонога (Tupaia longipes)
    - Тупая карликова (Tupaia minor)
    - Тупая каламіанська (Tupaia moellendorffi)
    - Тупая гірська (Tupaia montana)
    - Тупая нікобарська (Tupaia nicobarica)
    - Тупая палаванська (Tupaia palawanensis)
    - Тупая строката (Tupaia picta)
    - Тупая червона (Tupaia splendidula)
    - Тупая велика (Tupaia tana)

  - Рід Урогале (Urogale)
    - Урогале (Urogale evereti)